# Pterobrycon landoni
Pterobrycon landoni är en fiskart som beskrevs av Eigenmann, 1913. Pterobrycon landoni ingår i släktet Pterobrycon och familjen Characidae. Inga underarter finns listade i Catalogue of Life.